# حضارة غالية رومانية

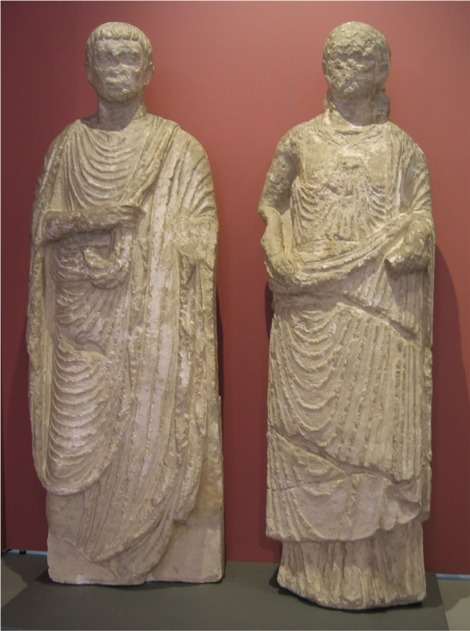

يصف مصطلح «غالية رومانية» الحضارة المُرومَنة لبلاد الغال تحت حكم الإمبراطورية الرومانية. اتصف ذلك بالتبنّي الغاليّ أو تكييف الثقافة واللغة والأخلاق وطريقة الحياة الرومانية في سياق غاليّ فريد. يعطي مزيج الحضارات المدروس جيداً في بلاد الغال المؤرخين نموذجاً يقارن ويتناقض مع التطورات الموازية للرومنة في المقاطعات الرومانية الأخرى الأقل دراسةً.
عرضت الترجمة الرومانية أسماءً رومانية للآلهة الغاليّة مثل الإله اللامع غوبانوس، لكن من الآلهة القلطية أثرت فقط ربّة الخيول إيبونا في الحضارات المُرومَنة أبعد من حدود بلاد الغال.
فرضت الاجتياحات البربرية التي بدأت في أواخر القرن الثالث على الحضارة الغالية الرومانية تغييرات جذرية في السياسة، وفي الأساس الاقتصادي، وفي التنظيم العسكري. قدمت التسوية القوطية لعام 418 ولاءً مزدوجاً، حيث تفككت السلطة الرومانية الغربية في روما. فحص ر. دبليو ماثيسن حالة الطبقة الحاكمة المُرومَنة بشدة، نضال الأسقف هيلاري من آرل من قبل إم هاينزلمان.
خلال القرن السابع، تستمر الثقافة الغالية الرومانية بشكل خاص في مناطق جاليا ناربونينسيس التي تطورت إلى أوستانيا، وسيسالباين غاول، وأورلينايس، وبدرجة أقل غاليّة أكويتانيا. الشمال المُرومَن سابقًا من بلاد الغال، بمجرد أن احتلّه الفرنجة، تطوّر إلى حضارة ميروفنجيّة بدلاً من ذلك. استغرقت الحياة الرومانية، التي ركّزت على الأحداث العامة والمسؤوليات الثقافية للحياة الحضرية في ري بوبليكا وفي الحياة الفخمة أحيانًا لنظام المزارع الريفية المكتفية ذاتيًا، وقتًا أطول في الانهيار في مناطق الغال الرومانيّة، حيث ورث القوط الغربيون الوضع الراهن إلى حد كبير في عام 418. بقيت اللغة الرومانية الغاليّة في الشمال الشرقي في داخل سيلفا كاربوناريا ما شكل حاجزًا ثقافيًا فعالًا مع الفرنجة إلى الشمال والشرق، وفي الشمال الغربي إلى أسفل وادي اللوار، حيث كانت الثقافة الغاليّة الرومانية تتواجه مع الثقافة الفرنجية في مدينة مثل تورز وفي شخص الأسقف الغالي الروماني الذي واجه أفراد العائلة المالكة الميروفنجيّة، غريغوري تورز. استنادًا إلى الوضوح المتبادل، يعدّ ديفيد دالبي سبع لغات تنحدر من الغاليّة الرومنسية (الآتية من أصل لاتيني): غالو-والون، الفرنسية، البروفنسالية الفرنسية (أربيتان)، الرومانشية، اللادينية، الفريولية، واللومباردية. غير أن التعاريف الأخرى أوسع بكثير، تشمل مختلف لغات الرهايتو الرومانسية، ولغات الأوسيانو الرومانسية، ولغات الغالية الإيطالية.

## السياسة
قُسمت بلاد الغال من قبل الإدارة الرومانية إلى ثلاث مقاطعات، قسّمت إلى قسم ثانٍ في إعادة التنظيم في أواخر القرن الثالث الميلادي تحت حكم ديوكلتيانوس، وقسمت بين أسقيتين، جاليا وفيينينسيس، تحت ولاية محافظة بريتوريان في جاليا. على المستوى المحلي، كانت تتألف من مدنيين حافظوا، على نطاق واسع، على حدود القبائل الغاليّة المستقلة سابقًا، والتي نُظّمت في جزء كبير منها على هياكل القرية التي احتفظت ببعض المعالم في الصيغ المدنية الرومانية التي غزتها.
على مدار الفترة الرومانية، حصلت نسبة متزايدة من الغال على المواطنة الرومانية. في عام 212 م وسّع كونستوتيو أنطونينيانا المواطنة إلى جميع الرجال الذين ولدوا في الإمبراطورية الرومانية.

### الإمبراطورية الغاليّة
خلال أزمة القرن الثالث، من عام 260 إلى عام 274، تعرض الغال لغارات الألامانيون خلال الحرب الأهلية. كرد فعل للمشاكل المحلية، قام الغال الرومانيون بتعيين إمبراطورهم بوستوموس. يطلق عادةً على الحكم على بلاد الغال وبريطانيا الرومانية وهسبانيا من قبل بوستوموس وخلفائه اسم الإمبراطورية الغاليّة على الرغم من أنها كانت مجرد مجموعة واحدة من العديد من المغتصبين الذين استولوا على أجزاء من الإمبراطورية الرومانية وحاولوا أن يصبحوا إمبراطوراً. كانت العاصمة ترير والتي كانت تستخدم في كثير من الأحيان باعتبارها العاصمة الشمالية للإمبراطورية الرومانية من قبل العديد من الأباطرة. انتهت الإمبراطورية الغاليّة عندما هزم أوريليان تيتريكوس الأول بشكل حاسم في شالون.

## الدين

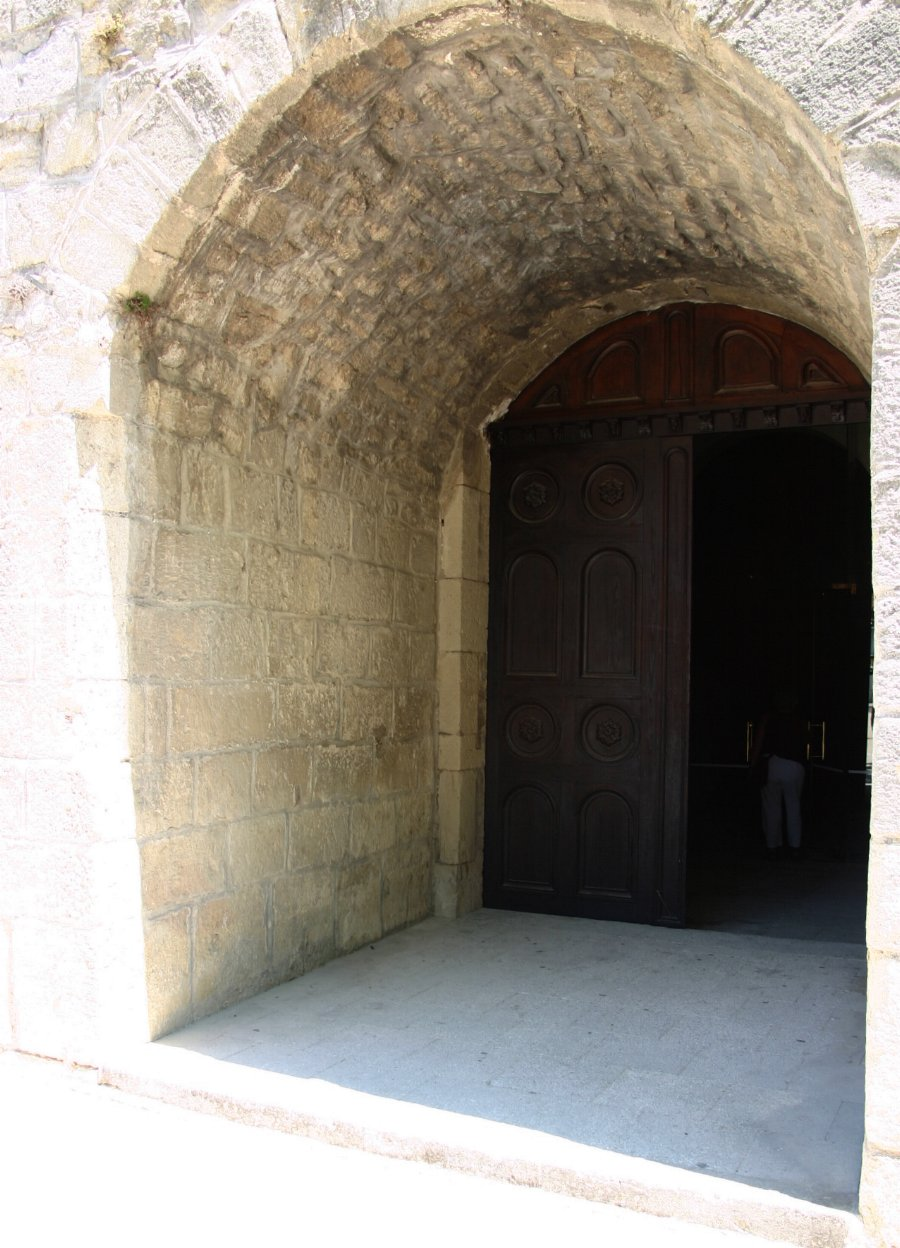
المدخل الرئيسي لكاتدرائية فايسون لا رومين

تميزت الممارسات الدينية السابقة للمسيحية لبلاد الغال الرومانية بالتوفيق بين آلهة الأديان اليونانية-الرومانية ونظيراتها الأصلية الكلتية أو الباسك أو الجرمانية، وكان الكثير منها ذو أهمية محلية بحتة. خُفف الاستيعاب من خلال ترجمة أسماء آلهة السكان الأصليين لمصطلحات رومانية، مثل لينوس مارس أو أبولو غرانوس. على خلاف ذلك، يمكن اقتران إله روماني مع إلهة محلية، كما هو الحال مع عطارد وروزميرتا. في حالة واحدة على الأقل -حالة ربّة الخيول إيبونا -آلهة غاليّة أصليّة تبنتها روما أيضًا.
اخترقت الديانات الغامضة الشرقية بلاد الغال في وقت مبكر. وشملت هذه الطوائف من أورفيوس، ميثراس، سيبيل، وإيزيس.
لعبت العبادة الإمبراطورية، المركزة في المقام الأول على لاهوت أغسطس، دورًا بارزًا في الدين العام في بلاد الغال، وكان الأمر الأكثر إثارة في احتفال الـبان-غالش الذي أقيم في روما لتبجيل روما وأغسطس في مذبح كوندايت بالقرب من لوغدونوم سنويًا في 1 أغسطس.

### المسيحية
سجل غريغوري تورز التقليد بأنه بعد الاضطهاد تحت حكم الأباطرة المشتركين ديسيوس وجراتوس (250-51 م)، أرسل البابا المستقبلي فيليكس الأول سبعة مبشرين لإعادة تأسيس المجتمعات المسيحية المكسورة والمبعثرة، غاتين إلى تور، تروفيموس إلى آرل، بول إلى ناربون، ساتورنينوس إلى تولوز، دينيس إلى باريس، مارتيال إلى ليموج، وأستروموين إلى كليرمون.